# Michelle Larcher de Brito
Micaela Carolina Larcher de Brito (Lisboa, 29 de Janeiro de 1993), mais conhecida como Michelle Larcher de Brito ou apenas Michelle Brito é ex-uma tenista e treinadora portuguesa de tênis, profissional desde fevereiro de 2007. Mudou-se, aos nove anos de idade, com a sua família, pai António Maria de Lima de Sousa Larcher de Brito, natural de Angola, mãe Caroline, da África do Sul, e irmãos Sérgio e Sebastião, gémeos nascidos em 1992, para os Estados Unidos para que pudesse ser treinada na Nick Bollettieri Tennis Academy, na Florida. Nick Bollettieri foi seu treinador até ao final de 2007, tendo o seu pai assumido esse cargo desde aí. Em Julho de 2009, conseguiu atingir o seu melhor ranking de sempre, sendo a 76ª WTA. Em pares, o seu melhor ranking foi o 535ª WTA.
Em 2008 tornou-se a primeira tenista portuguesa a ultrapassar duas rondas numa prova do circuito WTA e logo no Masters Séries de Miami considerado o "5.º Grand Slam" tendo para isso eliminado na primeira ronda a russa Ekaterina Makarova (n.º 75 do Mundo) por 3-6, 7-6(3), 6-3 e na segunda ronda a polaca Agnieszka Radwańska (n.º 16 do Mundo) por 2-6, 6-3, 7-5 tornando-se a primeira tenista portuguesa a eliminar uma jogadora do top 20 do ranking mundial. Apenas foi derrotada na terceira ronda pela israelita Shahar Pe'er (n.º 19 do Mundo) por 6-0, 6-2.
Em Julho de 2013, está classificada como número 1 nacional e número 98, na hierarquia mundial WTA.
Em 2018, aos 25 anos, Michelle não anunciou aposentadoria oficialmente, mas deixou de competir e se tornou treinadora de tênis na Flórida.

## Carreira

### 2007 - 2008
Ganhou visibilidade em 2007, depois da sua vitória no torneio de Miami frente à 43.ª jogadora mundial, Meghann Shaughnessy por 3-6, 6-2, 7-6(3), tornando-se a segunda jogadora mais jovem a ganhar um jogo desse torneio (depois de Jennifer Capriati) e sendo a primeira jogadora portuguesa a derrotar uma jogadora de ranking superior a 50 na classificação WTA. Perdeu na 2ª ronda com a cabeça de série nº 16 Daniela Hantuchová por 7–5 e 6–0.

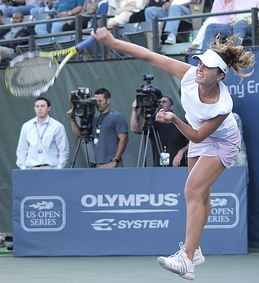
Michelle Brito em 2008

Ainda em 2007, tornou-se a primeira jogadora Portuguesa a chegar a uma meia-final de um evento da ITF $75.000 em Albuquerque, Novo México, perdendo para Rossana de los Ríos (n.º 136 do Mundo) por 7-5, 3-6, 7-5. A façanha permitiu-lhe estrear-se no ranking da WTA como no.364, sem ninguém mais jovem à sua frente. Ainda atingiria as meias-finais do torneio da ITF $25.000 em San Luis Potosi, México, perdendo para Arantxa Rus (n.º 691 do Mundo) por 7-5, 6-1 e ainda os quartos de final do torneio da ITF $25.000 na Cidade do México, perdendo para Clarisa Fernandez (n.º 572 do Mundo) por 6-3, 7-5. 
Já em 2008, com 15 anos, derrotou a no. 124 Stéphanie Cohen-Aloro por 7-5, 1-0 ret na primeira ronda do torneio de Memphis, mas perdeu na segunda ronda para a no. 43 Caroline Wozniacki por 6-2, 6-4.
Em Abril, estreou-se no maior torneio Português, o Estoril Open. Ela perdeu para a no. 471 Sanda Mamić por 2-6, 6-0, 6-4.
Em Junho, não conseguiu passar o qualifying de Wimbledon, perdendo para a no. 105 Gacon Stephanie Foretz por 6-0, 2-6, 6-4.
Em Julho, chegou ao quadro principal do torneio de TIER II, em Stanford. Na ronda de qualificação, eliminou a 1ªcabeça de série, a polaca Marta Domachowska, n.º 57, por 6-1 e 6-0. Na 1.ª ronda do quadro principal, defrontou a argentina Gisela Dulko (naquele momento nº34) e venceu por 7-5, 7-6(1), num jogo que durou uma hora e quarenta e seis minutos. Na ronda seguinte, defrontou Serena Williams (1.ª cabeça de série do torneio e 5.ª no ranking WTA), com quem perdeu por 4-6, 6-3 e 6-2.
No torneio de Los Angeles foi eliminada por Ahsha Rolle (147.ª WTA) por 6-2 e 6-4 logo na primeira ronda do torneio de qualificação. Em Montréal também teve de passar pela qualificação, batendo Katarena Paliivets por duplo 6-1; na segunda ronda de qualificação bate Olga Savchuk (119.ª WTA) por 6-2 e 6-4 logrando passar ao quadro principal do torneio. No quadro principal, vence Vania King, a norte-americana 97.ª do mundo por 2-6 e duplo 6-3. No jogo seguinte, vence a italiana Flávia Pennetta (a sua segunda vitória sobre jogadoras Top-20), na altura a 18.ª do mundo, pelos parciais de 6-3 0-6 e 6-3. Defrontou depois Svetlana Kuznetsova, 4.ª WTA, e a jogadora mais cotada que Michelle de Brito defrontou. O jogo terminou com a vitória da russa Kuznetsova por 5-7, 6-2 e 4-6. Depois de um desempenho tão bom, pelos 15 anos de idade, Michelle de Brito chegou a número 131 do mundo, fazendo dela a jogadora de Ténis Portuguesa mais bem classificada no ranking de todos os tempos.
No US Open, Michelle de Brito ganhou os 2 primeiros jogos da ronda de qualificação, superando então a no. 165 Angela Haynes por 3-6, 7-5, 6-4 e no. 169 Abigail Spears por 6-2, 7-5, mas perdeu na terceira ronda para a no. 124 Ioana Raluca Olaru por 6-2, 6-3.
Em Outubro, chegou aos quartos de final do Torneio de Tashkent, ultrapassando nas  duas primeiras rondas a no. 130 Andreja Klepac por 6-0, 6-7 (4), 6-2 e a no. 182 Tatiana Poutchek por 6-4, 6-1, seria derrotada pela no. 46 e eventual campeã Sorana Cirstea por 6-2, 7-6 (5).

### 2009 - 2011

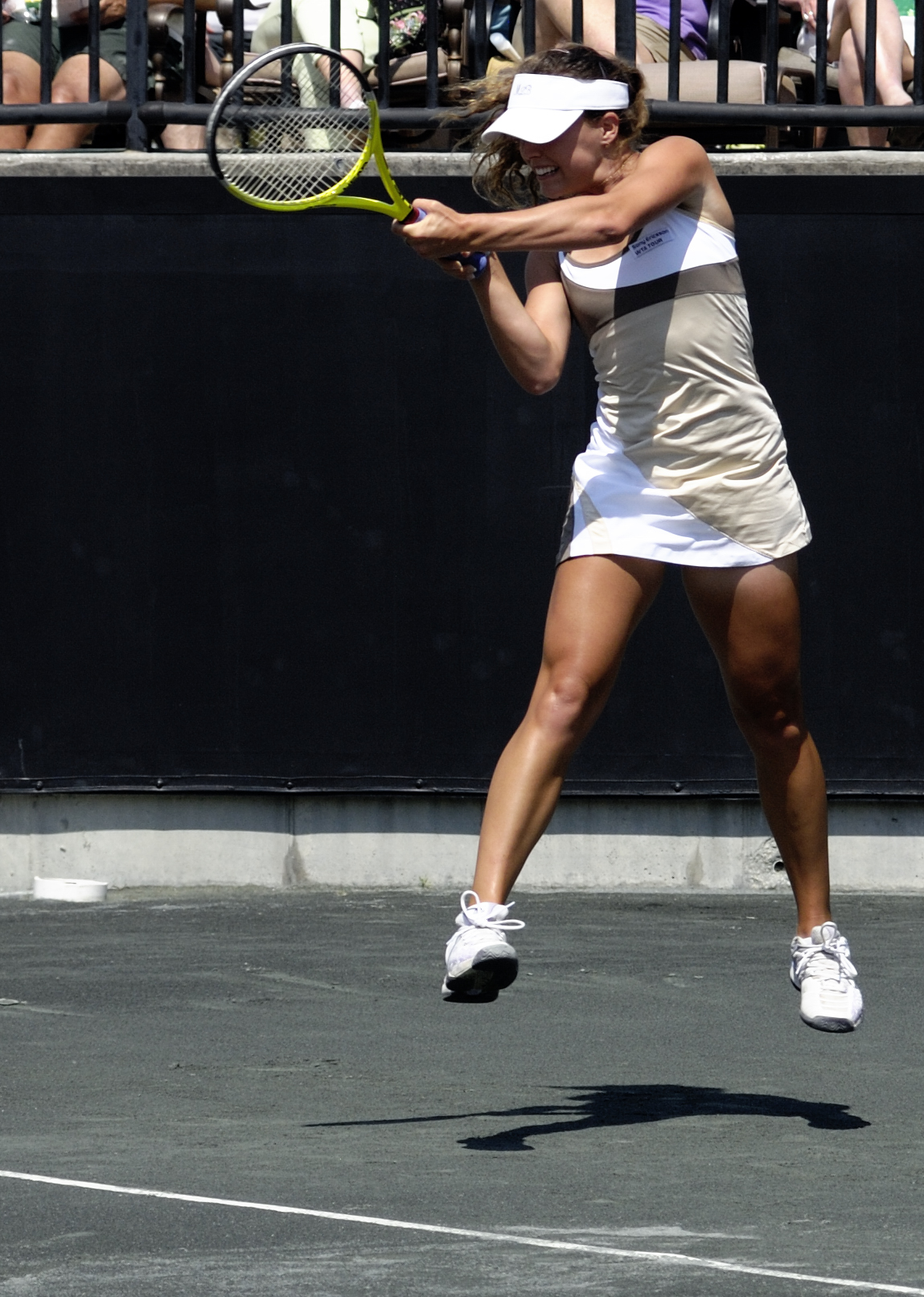
Michelle em 2010, na Family Circle Cup

Michelle de Brito começou a época de 2009 no Open da Austrália, onde chegou à segunda pré-eliminatória perdendo para a no. 169 Alberta Brianti por 6-2 e 6-3. Em seguida, foi eliminada na segunda ronda em Memphis, perdendo para a no. 52 Anne Keothavong por 7-6 (2), 6-4, depois de derrotar a no. 91 Sofia Arvidsson na primeira ronda por 6-2, 6-0 e nas  qualificações de Indian Wells, perdendo para a no. 107 Urszula Radwanska na primeira ronda por 4-6, 6-2, 6-4. Em Miami, não conseguiu classificar-se ao perder por 6-1, 6-2 na primeira ronda de qualificação para a no. 102 Aravane Rezaï.
Em Abril, estreou-se na Fed Cup, ajudando Portugal a qualificar-se para a divisão acima - Europa / África do Grupo I, com um registro de 2-1 nos singulares.
No Estoril Open, em Maio, perdeu 6-0, 6-2 para a no. 165 Elena Bovina na terceira pré-eliminatória, mas qualificando para o torneio principal como Lucky Loser. Perdeu então na 1ª ronda para a no. 54 Shahar Pe'er 4-6, 6-0, 6-0. Na semana seguinte, no Open de Madrid, chegou à última ronda do quadro de qualificação, onde perdeu para a no. 53 Anna-Lena Grönefeld por 6-1, 6-0, depois de derrotar na 1ª ronda a no. 63 Olga Govortsova por 1-6, 6-4, 6-4. 
Na edição de 2009 do Torneio de Roland-Garros, em Paris, França, Michelle de Brito ganhou os três jogos da ronda de qualificação que fez (v. sobre a eslovaca 152.ª WTA Kristina Kucova por 6-3, 1-6, 6-3; v. sobre a ucraniana 177.ª WTA Yuliana Fedak por 6-3, 6-7(1) e 6-3; v. sobre a ucraniana 151.ª WTA Ekaterina Ivanova em 0-6, 6-4, 6-4) e torna-se, com 16 anos, numa das mais jovens jogadores de sempre a garantir a entrada no quadro principal. 
Na primeira ronda, vence a inglesa 121.ª WTA Melanie South por 0-6, 7-6(5) e 7-5, num encontro que durou 2 horas e 9 minutos. Na segunda ronda, encontra Jie Zheng, que é 15ª no ranking WTA. Michelle de Brito ganha o encontro contra a jogadora chinesa em dois jogos, por 6-4 e 6-3. Com esta vitória, Michelle de Brito perfila-se para se tornar a primeira portuguesa no top 100 do ranking WTA, passando a figurar na semana seguinte no 90ª posição no ranking WTA.
Na terceira ronda, Michelle de Brito perde com a francesa Aravane Rezaï (56 no ranking WTA) por parciais de 6-7(3) e 2-6, num jogo onde a portuguesa teve um número elevado de erros não forçados (38), com duas duplas faltas no segundo set que contribuíram para a vitória da francesa. O jogo ficou envolto, igualmente, em alguma polémica pelo facto de Rezaï ter protestado junto do árbitro do encontro pelos gritos habituais de Michelle de Brito, num estilo semelhante ao de Monica Seles e Maria Sharapova. A jogadora portuguesa acabou por responder à chamada de atenção do árbitro para moderar os seus gritos, dizendo-lhe que se "fosse a Maria Sharapova, não lhe ia dizer nada".
Depois de uma qualificação falhada em Birmingham, onde perdeu na segunda ronda com a no. 146 Chanelle Scheepers por 6-1, 6-3, ela recebeu um wild card para participar em Wimbledon. Em Wimbledon, ela derrotou a no. 122 Klára Zakopalova na primeira ronda por 6-2, 7-5, mas perdeu para a no. 43 Francesca Schiavone na segunda 7-6 (2), 7-6 (4). Depois dos bons resultados na Europa, ela voltou aos EUA para competir. No entanto, os seus resultados foram decepcionantes, primeiro em Los Angeles, onde ela recebeu um Wild Card, perdendo 4-6, 5-7 contra a no. 28 Sorana Cirstea, depois em Cincinnati perdeu por 4-6, 2-6 contra a no. 61 Yaroslava Shvedova no qualifying e em Toronto, 3-6, 4-6 contra a no. 69 Petra Kvitova.
No US Open, Michelle de Brito alcançou a segunda ronda, batendo a no. 97 Mathilde Johansson por 1-6, 7-5, 6-1, antes de perder para a no. 19 Li Na por 6-1, 6-3. Ela terminou o ano ao perder para a belga no. 85 Kirsten Flipkens na primeira ronda de qualificação no Luxemburgo por 7-5, 6-4.
Michelle de Brito começou o ano de 2010 jogando na fase de qualificação do Open da Austrália, onde não se conseguiu classificar, perdendo na primeira ronda de qualificação por 6-3, 6-0 para a no. 174 Ekaterina Dzehalevich. A este desaire, seguiu-se quatro derrotas na Fed Cup em Fevereiro (que viu a Portugal relegado para a divisão Europa / África Grupo II) e uma segunda ronda em Memphis, perdendo por 6-3, 6-1 para a no. 121 Anne Keothavong. Após derrotas na primeira ronda em Indian Wells (depois de ganhar dois jogos de qualificação contra a no 86. Klara Zakopalova por 6-4, 3-6, 6-3 e a no 115. Arantxa Rus por 6-4, 6-3, ela perdeu para a no 51. Alexandra Dulgheru por 6-2, 6-2) e Miami (onde perdeu para a no 40. Sorana Cirstea por 7-5, 7-6 (9)), ela reencontrou o sucesso temporada de terra batida, com segundas rondas em Charleston (onde perdeu para a no 49. Patty Schnyder por 6-1 e 6-2) e Estoril (depois de vencer a no. 71 Alize Cornet por 6-3, 4-6, 6-3 na primeira ronda, perdeu para a no 38. Sorana Cirstea por 7-5, 7-5). Apesar dos sinais de melhoria, ela não conseguiu classificar-se para o quadro principal de Roland-Garros, perdendo para a no. 179 Misaki Doi na segunda ronda 4-6, 6-4, 6-4.
Em Junho, veio o seu melhor resultado da época, terceira ronda em Birmingham, onde perdeu para a no. 93 Kaia Kanepi por 6-2, 6-2, depois de derrotar a no. 174 Ekaterina Dzehalevich por 6-2, 4-6, 6-3 e a no. 39 Olga Govortsova por 6-1, 4-6, 7-5 nas duas primeiras rondas. Em seguida, perde na primeira ronda de Wimbledon contra a no. 1 e actual campeã Serena Williams por 6-0, 6-4. Na temporada de hard-couts norte-americana também não teve muito sucesso com as tentativas falhadas de qualificação em Stanford e San Diego e uma derrota na primeira ronda no US Open contra a no. 159 Sania Mirza por 6-3, 6-2 (depois de vencer três jogos de qualificação contra a no. 207 Karolina Pliskova por 6-4, 6-4, a no. 124 Anastasiya Yakimova por 6-0, 6-0 e a no . 132 Alexandra Panova por 2-6, 6-3, 6-3). Ela terminou o ano no evento da ITF 75K em Albuquerque com outra derrota na primeira ronda contra a no. 677 Gavrilova Daria por 6-2, 6-4.
Iniciou a temporada de 2011, jogando num torneio da ITF de 25K em Plantation, perdendo na primeira ronda para a no. 323 Julia Boserup em dois sets por 6-0, 6-4. Em seguida, participou noutro evento da ITF de 25K em Lutz, perdendo na segunda ronda para a no. 874 Jessica Pegula por 4-6, 7-6 (3), 7-6 (3). No seu terceiro evento da ITF de 25K no Rancho Santa Fe, Michelle Brito venceu o seu primeiro título da carreira derrotando na final a no. 189 Madison Brengle por 3-6, 6-4, 6-1. Depois, ela participou no torneio de 100K em Midland, perdendo na segunda ronda para a americana no. 281 Ahsha Rolle 6-0, 3-6, 6-3. Em Miami perdeu na segunda rondada da fase de qualificação contra a ex-número 1 do mundo júnior e no. 104 Arantxa Rus por 6-4, 6-2, depois de ter derrotado a no. 67 Magdalena Rybarikova por 2-6, 7-5, 6-0 na primeira ronda.
Em Abril, no evento da ITF de 50K em Charlottesville, Michelle de Brito perdeu para a no. 189 Stephanie Dubois na final por 1-6, 7-6 (5), 6-1.
Em Maio, ela não conseguiu classificar-se para o quadro principal de Roland-Garros, perdendo para a no. 202 Elena Bogdan na primeira pré-eliminatória por 4-6, 6-2, 6-4.
Em Junho, alcançou as meias-finais do torneio da ITF de 75K em Nottingham, onde perdeu para a no. 123 Olga Govortsova por 7–5, 6–2. No torneio seguinte em Birmingham, Michelle lesionou-se gravemente com uma entorse no joelho direito, impedindo-a de jogar em Wimbledon e durante a temporada de hard-couts norte-americana.
Regressou apenas em Agosto, no qualifying do US Open, onde ganhou na 1ª ronda a Lesia Tsurenko, 20ª cabeça-de-série e número 136 WTA, por 7-6(4), 4-6, 7-6(3), em 2h51, num embate em que liderou por 7-6(4), 4-0, sofreu a virada até ao 7-6(4), 4-6, 0-2, salvou match point a 3-5 no terceiro parcial e acabou por triunfar no tiebreak do terceiro set. Tudo isto, num encontro em que alinhou 19 inacreditáveis duplas faltas, um recorde pessoal. Na 2ª ronda do qualifying, derrotou a italiana Anna Floris, número 193 mundial, por 6-2, 6-0, num encontro sem grande história em apenas 56 minutos. Após entrar a perder por 1-2, com algumas duplas faltas à mistura (foram "apenas" seis), Michelle venceu 11 jogos consecutivos, qualificando-se em grande estilo para a próxima eliminatória. Na 3ª ronda perdeu com a italiana Karin Knapp (actual 194ª do ranking WTA), por 4-6, 6-2, 7-6 (7-1) ao fim de 2h40m. Depois de um primeiro set onde Michelle batalhou e conseguiu levar a melhor, a italiana foi claramente superior no segundo set. Já no terceiro, a portuguesa chegou a dispôr da vantagem de 4-3 com o seu serviço mas deixou que a mais experiente italiana igualasse a contenda e levasse a decisão para o tie-break onde o serviço da nossa Michelle cedeu e perdeu por 7-1. O serviço foi mais uma vez o ponto fraco da jogadora portuguesa que cometeu 12 duplas-faltas sem nenhum às contra os 8 ases e 9 duplas-faltas da italiana. Ficou assim a apenas um jogo do quadro principal do US Open, para onde se qualificou o ano passado.
Em Setembro, no Bell Challenge em Quebec, depois de ter beneficiado de um bye na primeira ronda, a tenista lisboeta de 18 anos, primeira cabeça-de-série da fase de qualificação, ultrapassou com facilidade a suíça Amra Sadikovic, número 422 do ranking WTA, por 6-0 6-4 em 69 minutos e está agora apenas a um triunfo do Quadro Principal do evento canadiano. A portuguesa alinhou 9 duplas faltas e salvou 5 dos 7 pontos de break que enfrentou. Na 3ª ronda perdeu com a norte-americana Gail Brodsky (actual 236ª do ranking WTA), por 6-3, 6-4 ao fim de 59m. O encontro foi pautado por trocas de bola muito curtas, em grande parte devido ao piso carpete extremamente rápido. O embate manteve-se equilibrado até ao 3-3, altura que a lisboeta perdeu completamente a concentração e baixou a intensidade e o nível do seu ténis, perdendo oito dos nove jogos seguintes para se ver a perder por 3-6 1-5. Quando tudo parecia resolvido e já nem Michelle acreditava (demonstrando-o com gestos de frustração frequentes), a portuguesa soltou o braço como não havia feito antes e protagonizou uma pequena recuperação até ao 4-5, altura em que Brodsky serviu pela segunda vez para garantir um lugar no Quadro Principal. Larcher de Brito ainda dispôs de ponto de break mas acabou mesmo por ser eliminada em sets directos.
Em Outubro, conquistou o seu segundo título da carreira, ao se sagrar campeã do ITF de Bayamon, evento disputado em piso rápido, que distribui 25 mil dólares em prémios monetários. A actual número um portuguesa derrotou na final da prova a jovem local Monica Puig, 262ª colocada do ranking mundial, por 6-3 6-2, numa final que dominou desde início. O encontro foi marcado por duas pausas devido à chuva, durante o primeiro set, mas Michelle nunca perdeu a concentração e alinhou mais um triunfo em dois sets, confirmando a conquista do título sem perder qualquer set ao longo da semana. A jovem lisboeta de 18 anos ainda tremeu na recta final, necessitando de cinco match points para vencer, mas acabou por selar o encontro no seu serviço para conquistar mais um título, depois de vencer em Rancho Santa Fé, em Fevereiro.
Em Novembro, no evento da ITF de 75K em Phoenix, Larcher de Brito perdeu para a no. 175 Sesil Karatantcheva na final por 6-1, 7–5, depois de derrotar a cabeça de série no. 1 e no. 79 do ranking Irina Falconi na 1ª ronda por 6-2, 4-6, 6-0 e a cabeça de série no. 3 e no. 117 do ranking Mandy Minella por 6-2, 6-0 nas meias finais. Na final, num duelo entre duas ex-meninas prodígios, depois de um primeiro set muito rápido, a melhor portuguesa de todos os tempos ainda lutou muito no segundo parcial, mas acabou por não conseguir conquistar o título mais importante da sua carreira.

### 2012

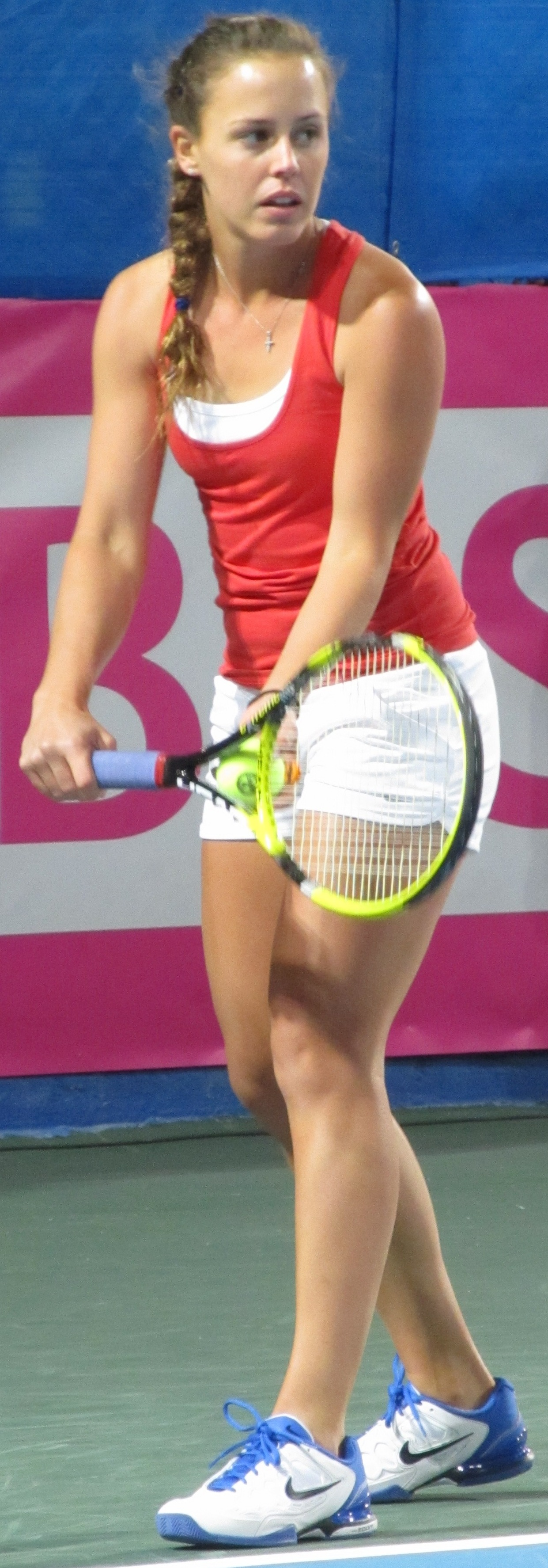
Larcher de Brito em 2012

Michelle de Brito começou o ano de 2012 jogando na fase de qualificação do Open da Austrália, ganhando na primeira ronda de qualificação por 6-3, 7-5 para a no. 151 Kathrin Wörle. Larcher de Brito fez apenas uma dupla falta ao longo de todo o encontro, mas revelou muitas dificuldades para segurar os seus jogos de serviço nas fases iniciais dos sets, tendo estado a perder por 1-3 no primeiro parcial e por 1-4 no segundo. Na 2ª ronda do qualifying, derrotou a espanhola Arantxa Parra Santonja, quarta cabeça-de-série e número 117 do ranking mundial, por 6-3, 4-6, 6-2, num encontro que durou exactamente duas horas e contou com inúmeras variações no marcador. Michelle dominou quase por completo o encontro durante a primeira hora. Servindo bem e não fazendo practicamente qualquer dupla falta (terminou o encontro com apenas 5), chegou rapidamente à vantagem de 6-3 4-1 e parecia encaminhada para um triunfo tranquilo em dois sets. A portuguesa tremeu nesta fase e Parra Santonja, finalista do Estoril Open em 2010, aproveitou para regressar ao encontro e dar uma cambalhota completa no marcador do segundo set. Com cinco jogos consecutivos, a espanhola conquistou o segundo set e forçou Michelle a jogar um inesperado terceiro parcial. Larcher de Brito não se mostrou afectada pela dura derrota no segunda set e entrou de forma arrasadora no terceiro e decisivo parcial. Em apenas 18 minutos, Michelle colocou-se a vencer por 5-0. A espanhola ainda tentou resistir e ameaçou nova recuperação até ao 5-2, mas Michelle acabou por fechar no seu primeiro match point. Na 3ª ronda perdeu com a suiça Stefanie Voegele (actual 140ª do ranking WTA), por 7-5, 3-6, 6-4 ao fim de 2h26m. A tenista nacional lutou muito e até nem voltou a servir mal (colocou 75% de primeiros serviços e alinhou apenas três duplas faltas) mas cedeu na recta final de uma batalha que se foi tornando física.
A este desaire, seguiu-se uma derrota na Fed Cup em Fevereiro. Michelle foi derrotada pela número um britânica Elena Baltacha, 57ª colocada WTA, por 6-2, 6-3, num encontro com a duração de pouco mais de uma hora. O triunfo de Baltacha colocou a Grã-Bretanha a vencer por 2-0 na primeira jornada da Pool C do Grupo I da Zona Europa/África. O encontro até começou de forma equilibrada, sem breaks nos quatro primeiros jogos, mas a inglesa agarrou o ascendente e avançou rapidamente até à conquista do primeiro set, em cerca de meia-hora. No segundo parcial a britânica chegou com facilidade ao 5-1, Michelle ainda lutou muito e encostou até ao 3-5 (chegou a ter pontos para 4-5) mas não conseguiu completar a recuperação, cedendo em sets directos. Em seguida com Maria João Koehler, no duelo de pares que encerrou o confronto entre Portugal e Grã-Bretanha, as portuguesas  foram derrotadas ao início da noite pelas britânicas Laura Robson e Heather Watson  por 7-5, 6-0, em 1h15, num encontro em que a dupla portuguesa chegou a liderar com break de vantagem no primeiro set, por duas ocasiões. No dia seguinte derrotou a israelita Shahar Peer, número 37 WTA e ex-top15 mundial, por 6-1, 6-2, em apenas 50 minutos, igualando o confronto diante de Israel. Muito sólida e com uma excelente atitude em court, mesmo perante o público local que se mostrou hostil, Michelle dominou grande parte das trocas de bola e controlou o encontro desde o início, nunca dando grandes hipóteses à cotada tenista israelita de contrariar o seu ascendente. Mesmo o serviço, que habitualmente é a pior pancada da portuguesa, esteve praticamente perfeito, tendo sofrido apenas um break ao longo de todo o encontro, logo na fase inicial do embate. Em seguida com Maria João Koehler, a dupla portuguesa exibiu-se em excelente forma, muito sólida de fundo do court e na rede, conseguindo fazer estragos no jogo das israelitas e triunfar pelos parciais de 6-2, 4-6, 6-4, ao cabo de mais de duas horas de encontro. No último encontro do grupo, Michelle derrotou Michaella Krajicek, número 79 WTA e irmã do ex-campeão de Wimbledon Richard Krajicek, por 6-1, 6-2, em apenas 70 minutos. A jovem lisboeta de 19 anos controlou por completo o duelo diante de Krajicek, tomando o controlo do embate desde início e fechando o primeiro set em apenas 26 minutos. O segundo foi mais complicado, especialmente no início, quando a portuguesa sofreu o seu único break, mas Larcher de Brito controlou as emoções e conseguiu somar 5 jogos consecutivos e levar de vencida a sua oponente em sets directos. No último encontro que decidia o 5º lugar, Michelle voltou a assinar um triunfo concludente, despachando Dia Evtimova, 158ª classificada do ranking mundial, por 6-1, 6-1. Sem necessidade de disputar o encontro de pares, Portugal venceu então a Bulgária por 2-0 e termina assim o Grupo I da Zona Europa/África em quinto lugar, terminando a edição de 2012 da Fed Cup com a sua melhor prestação de sempre. Em seguida, no evento da ITF de 25K City of Surprise Womens' Tennis Classic, Michelle Brito venceu o seu terceiro título da carreira derrotando na final a no. 172 Claire Feuerstein por 6-1, 6-3. A portuguesa foi sempre superior de fundo do court e, embora tenha cometido 5 duplas faltas, não teve grandes problemas nos seus jogos de serviço, sofrendo apenas um break ao longo de todo o encontro. Feuerstein ainda equilibrou a ponta final do encontro, mas Larcher de Brito manteve a elevada cadência e mostrou-se sempre muito motivada.
Em Abril, jogando na fase de qualificação do torneio de Charleston, Michelle derrotou na 1ª ronda a veterana norte-americana Alexandra Stevenson, ex-top20 e actual número 333 da classificação, por concludentes 6-2, 6-3, em apenas 1h11m. Michelle só cedeu o seu serviço por uma ocasião (no único break point enfrentado) e alinhou somente três duplas faltas. Na 2ª ronda, não conseguiu superar a checa Karolina Pliskova, ex-número um mundial de juniores e 122ª classificada da hierarquia WTA, cedendo por concludentes 6-4, 6-2, ao cabo de 1h13m. Michelle pode queixar-se dos break points desperdiçados (aproveitou apenas 1 em 10 ao longo de todo o encontro) e do seu próprio serviço, que mais uma vez a deixou ficar mal (1 ás e 7 duplas faltas contra 9 ases e 2 duplas faltas da checa). Na semana seguinte, no evento da ITF de 25K em Pelham, Larcher de Brito perdeu para a romena no. 96 Edina Gallovits Hall nas meias-finais por 7-6(5), 2-6, 6-1, depois de derrotar a no. 174 do ranking Julia Boserup na 1ª ronda por 6-3, 5-7, 6-3 e a jovem australiana no. 218 do ranking Sacha Jones por 3-6, 6-4, 7-6(5) em 2h55m nos quartos de final.
Em Maio, jogando na fase de qualificação do torneio de Bruxelas, Michelle derrotou na 1ª ronda a jovem wildcard belga número 748 Ysaline Bonaventure por concludentes 6-1, 6-3, em apenas 1h7m. A jogar apenas o seu segundo torneio WTA da temporada, a portuguesa alinhou apenas um dupla falta e ganhou 73% dos pontos sempre que colocou o primeiro serviço. Na 2ª ronda, foi afastada pela sua amiga holandesa Arantxa Rus, segunda cabeça-de-série da fase de qualificação e número 98 da hierarquia WTA, pelos parciais concludentes de 6-1 6-1, ao cabo de 64 minutos, num embate em que Larcher de Brito, a defrontar Rus pela quarta vez em torneios WTA, cometeu 9 duplas faltas, ganhou 46% de pontos quando colocou o primeiro serviço e salvou 4 de 11 break points que enfrentou. Em seguida, ela não conseguiu classificar-se para o quadro principal de Roland-Garros no regresso à terra batida parisiense e foi derrotada pela alemã Tatjana Malek, número 163 WTA, por 4-6, 6-2, 6-1, ao cabo de duas horas exactas de encontro. Michelle entrou bem, ganhou o primeiro set sem perder qualquer jogo de serviço e chegou a ter break de vantagem logo no início do segundo set, mas foi perdendo a consistência no seu ténis e desperdiçou várias oportunidades de break (apenas 2 quebras em 11 oportunidades no total) que acabaram por lhe custar o encontro.
Em Junho, alcançou os oitavos de final do torneio da ITF de 75K em Nottingham, onde perdeu para a no. 63 Elena Baltacha por 6-4, 6–2. Depois da meia-final do ano passado, a tenista portuguesa procurava repetir a campanha e evitar descer lugares no ranking antes da qualificação de Wimbledon, e começou da melhor maneira: ultrapassou a fase de qualificação e derrotou a japonesa Ayumi Morita, 84ª classificada no ranking WTA, na primeira ronda do quadro principal  por 4-6, 6-0, 7-6(4). No 1º set esteve a vencer por 4-1 mas não conseguiu ganhar mais qualquer jogo. No último set recuperou de 3-5 para 6-5 acabando por vencer o encontro no tie-break. Na 2ª ronda, a jogadora portuguesa de apenas dezanove anos procurava recuperar o tempo perdido, quando o jogo foi adiado devido à forte chuva que se fez sentir. Contudo, a chuva voltou a atingir o complexo de Nottingham e as jogadoras acabaram por disputar o encontro em campos de piso rápido cobertos, completamente diferentes dos courts tradicionais de relva, pelo que tiveram de se adaptar rapidamente, saindo prejudicadas pela mudança de superfície. Se no primeiro set Baltacha deu poucas hipóteses a Larcher de Brito, a tenista portuguesa radicada na Florida esteve perto de fazer o break e adiantar-se na segunda partida, mas acabou por não se conseguir afirmar e acabou derrotada, depois de uma hora e oito minutos de jogo. Em seguida, jogando na fase de qualificação do torneio de Birmingham, Michelle derrotou na 1ª ronda a letã número 784 Liga Dekmeijere por 6-3, 6-2, em apenas 1h5m. Larcher de Brito serviu bem, alinhou apenas 3 duplas faltas e ganhou uns excelentes 77% dos pontos sempre que colocou o primeiro serviço. A portuguesa aproveitou 5 dos 13 pontos de break de que dispôs, enquanto a letã só quebrou por uma vez a portuguesa em três tentativas. Na 2ª ronda, confirmou o seu estatuto de sétima cabeça-de-série da fase de qualificação e derrotou com grande facilidade Chan Yung-jan, do Taipé, nona pré-designada e 151ª colocada do ranking mundial, por 6-2, 6-2, em apenas 1h14m, apurando-se para o quadro principal. Larcher de Brito voltou a apresentar excelentes estatísticas de serviço: sofreu apenas um break (no primeiro jogo), cometeu somente três duplas faltas, ganhou 61% dos pontos com o primeiro serviço e 65% com o segundo saque. Na 1ª ronda do quadro principal, Michelle superou a sérvia Bojana Jovanovski, número 103 do ranking mundial, por duríssimos 3-6, 7-5, 6-4, num encontro que teve a duração de 2h07 minutos e que contou com muitos altos e baixos. Jovanovski esteve muito perto de uma vitória em dois sets quando se encontrou a liderar por 6-3, 4-2, mas Larcher de Brito nunca desistiu e conseguiu conquistar o segundo set na segunda vez que serviu para fechar. O terceiro set foi marcado por sete breaks consecutivos, entre o 1-1 e o 5-4, altura em que Michelle conseguiu finalmente confirmar o seu saque para conquistar o encontro e garantir presença na segunda ronda da competição inglesa. Na 2ª ronda, foi derrotada em dois sets pela norte-americana Melanie Oudin, outra jovem promessa que chegou a ser top30 mas actualmente ocupa o 208º posto do ranking WTA, por 6-3, 6-4, ao fim de 1h32 de encontro. Larcher de Brito serviu sempre muito mal ao longo de todo o encontro. Apesar de ter feito apenas duas duplas faltas, a portuguesa sofreu 6 breaks em 9 jogos de serviço e ganhou somente 39% dos pontos com o seu primeiro serviço. Em seguida, jogando na fase de qualificação do torneio de Wimbledon, Michelle derrotou a croata Ajla Tomljanovic, 216ª da hierarquia mundial feminina, pelos parciais de 7-5, 3-1 e desistência da croata, num embate que contou com muitas oscilações no marcador e com algum drama. Michelle começou o primeiro set muito bem e colocou-se a liderar rapidamente por 2-0 e 4-1. No sexto jogo da primeira partida, a árbitra chegou mesmo a exigir que a portuguesa retirasse o seu boné azul escuro, devido à obrigatoriedade de ser usada a cor branca e, com alguma frustração de Larcher de Brito, a portuguesa cedeu os quatro jogos seguintes para ficar em desvantagem por 4-5. Michelle, a usar nessa altura um boné branco, mostrou toda a sua garra e venceu três jogos consecutivos para fechar o primeiro parcial. Na segunda partida, Michelle entrou de novo bastante bem, quando a 3-1 viu a sua oponente ser obrigada a desistir, depois de não haver queixas físicas da sua parte e de nem sequer ter pedido assistência médica antes da desistência. Na 2ª ronda, não resistiu à jovem checa Karolina Pliskova, nona cabeça-de-série e número 118 WTA e perdeu com os duros parciais de 6-4, 3-6, 6-3, ao cabo de sensivelmente duas horas. 

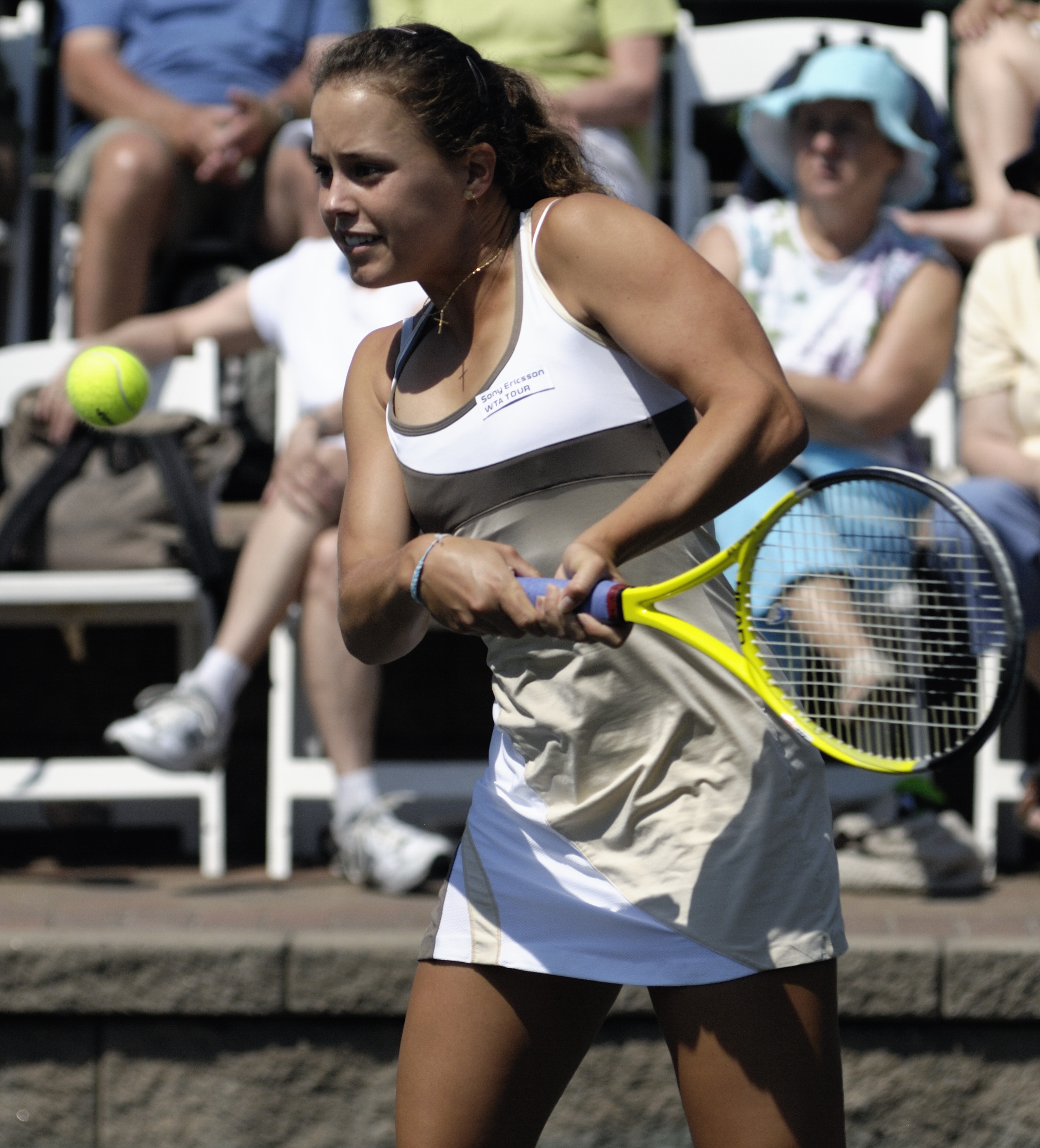

Em Julho, recebeu um convite para o torneio de Bank Of The West Classic em Stanford e onde derrotou a australiana Jarmila Gajdošová (actual 95ª do ranking WTA), por 5-7, 6-2, 6-3, na 1ª ronda. Na 2ª ronda, foi derrotada pela sul-africana Chanelle Scheepers, sexta cabeça de série e 43ª classificada no ranking WTA, por 6-3, 6-4, em 1h27m. Na semana seguinte, venceu a norte-americana Julia Boserup (actual 238ª do ranking WTA), por 6-3, 6-2, na 1ª ronda do quadro de qualificação do torneio Mercury Insurance Open em San Diego. Michelle confirmou o seu estatuto de quinta cabeça-de-série do Qualifying e despachou com relativa facilidade a norte-americana. Michelle chegou a estar a perder no primeiro set, mas encontrou o seu melhor ritmo de fundo do court para se impôr de forma concludente. Na 2ª ronda e última ronda do quadro de qualificação, venceu a norte-americana Melanie Oudin (actual 123ª do ranking WTA), por 6-4, 6-2 em 1h28m. A portuguesa esteve a vencer em ambos os sets por 5-1 e para contrariar as 9 duplas-faltas e 5 breaks sofridos esteve bastante bem na resposta ao serviço da adversária. Embora o serviço não tenha ajudado muito, Michelle voltou a mostrar a sua enorme capacidade de luta nos momentos mais importantes, ganhando todos os jogos mais equilibrados, situação que fez a diferença e lhe deu o embalo para derrotar Oudin, que contou com o audível apoio de cerca de 600 pessoas no Court Central em San Diego. Na 1ª ronda do quadro principal, acabou eliminada pela japonesa Misaki Doi, número 140 WTA, por duríssimos 6-7(6), 6-1, 6-3, ao cabo de 2h17. Com uma exibição de grande qualidade, Larcher de Brito derrotou a jovem norte-americana Alessondra Parra, número 1138 WTA, de 21 anos, por 6-0 6-3, ao fim de apenas 48 minutos na 1ª ronda da fase de qualificação do torneio de Washington. Michelle chegou a ameaçar uma entrada de bicicleta, quando chegou a liderar por 6-0 4-0, mas acabou por complicar ligeiramente na fase final, antes de fechar na primeira vez que serviu para ganhar, ao primeiro match point. Michelle garantiu a entrada no quadro principal do torneio WTA Citi Open, em Washington, nos Estados Unidos, depois de ter vencido a venezuelana Gabriela Paz na segunda e última ronda do qualifying. Segunda cabeça-de-série do qualifying do torneio norte-americano, Michelle não sentiu dificuldades para bater a número 272 mundial em apenas dois sets, com os parciais de 6-2 e 6-4. Na primeira ronda, Michelle alcançou uma excelente vitória diante da croata Mirjana Lucic, número 100 do ranking mundial, por 6-3, 3-6, 6-1, ao cabo de 1h31m. O encontro, que chegou a ser interrompido entre o segundo e terceiro sets devido ao calor extremo que se fazia sentir, contou com uma Michelle sempre mais consistente e a servir a um nível superior ao habitual. Lucic ainda fez uns impressionantes 13 ases, mas não evitou a derrota. Na 2ª ronda, Michelle não resistiu à norte-americana Sloane Stephens, número 50 WTA, e caiu em três curtos e estranhos sets, por 6-2, 0-6, 6-1, ao fim de 1h21m. 
Em Agosto, em Montreal também teve de passar pela qualificação, batendo na 1ª ronda a número 156 Kristina Mladenovic por 7-5, 6-2. Na segunda ronda, Michelle derrotou com enorme e surpreendente facilidade a checa Barbora Zahlavova Strycova, número 60 do ranking mundial e quarta cabeça-de-série, por concludentes 6-1, 6-2, em apenas 63 minutos. Na 3ª e última ronda, Michelle garantiu a sua qualificação para a principal lista de jogadoras do evento com um triunfo sobre a croata Mirjana Lucic, número 100 WTA e 15ª cabeça-de-série do Qualifying, por 2-6, 6-1, 6-3, ao cabo de 1h31m. A portuguesa entrou mal no encontro e perdeu o primeiro set rapidamente, mas deu a volta ao encontro, não enfrentando qualquer ponto de break nos 2 últimos sets. Na primeira ronda, Michelle foi eliminada pela romena Simona Halep, número 48 mundial. Num encontro equilibrado, Michelle viria a ceder em dois sets, por 6-4, 6-3 em 1h19m. A portuguesa entrou muito mal em ambos os sets (a 0-3 no primeiro e a 1-4 no segundo), em especial no capítulo do serviço, e só equilibrou os sets na ponta final, acabando por não conseguir evitar que a sua adversária fechasse ambos os sets. Em seguida, no qualifying do US Open, ganhou na 1ª ronda à bielorrussa Ekaterina Dzehalevich, 1032ª WTA por 4-6, 6-3, 7-5 em 2h32m. Larcher de Brito até podia ter ganho em dois sets, já que liderou por 4-2 no primeiro parcial, mas esteve muito perto da derrota quando no terceiro set se viu a perder por 3-5 e 15-30 no seu serviço. No entanto nunca desistiu e deu a volta ao encontro e venceu os últimos quatro jogos para triunfar. Na 2ª ronda foi derrotada pela ucraniana Elina Svitolina, ex-número um mundial de juniores e recente finalista de Wimbledon em juniores, por 2-6, 7-5, 6-3, em 1h58m, depois de ter estado a comandar o marcador por 6-2, 5-0. Michelle chegou mesmo a ter um match point para fechar o seu triunfo com um pneu, mas perdeu 13 dos últimos 16 jogos do encontro para ser derrotada. Um encontro que contou com duas fases completamente distintas, já que até ao 6-2, 5-0 Svitolina não havia ganhou qualquer jogo de serviço e Larcher de Brito pareceu sempre completamente por cima. Michelle por fim perdeu por completo o controlo do jogo e também o controlo das emoções, terminando o encontro lavada em lágrimas.
Em Setembro, no Bell Challenge em Quebec, foi derrotada na 1ª ronda pela nº 234 Petra Rampre por 6–2, 1-6, 6–3 em 1h27m. Na semana seguinte, chegou às meias-finais do torneio da ITF de $75.000 em Albuquerque, Novo México, onde perdeu com a norte-americana Maria Sanchez, actual 177ª do ranking WTA por 6-4, 7-6(5) em 2h. Sanchez, a cumprir um excelente primeiro ano como profissional depois de ter frequentado o circuito universitário norte-americano, dominou por completo a primeira parte do encontro e chegou com relativa rapidez à vantagem de 6-4 5-2, com dois breaks de vantagem. Quando tudo parecia resolvido, a portuguesa reencontrou toda a sua capacidade de luta e deu a volta para 6-5, salvando cinco match points pelo meio. Sanchez forçou um equilibrado tiebreak, no qual se acabou por impôr no seu sétimo match point do embate.
Em Outubro, chegou às meias-finais do torneio da ITF de $25.000 em Troy, onde perdeu com a canadiana Sharon Fichman, actual 198ª do ranking WTA por 6-3, 6-4 em 1h45m, após salvar 5 match points.

### 2013

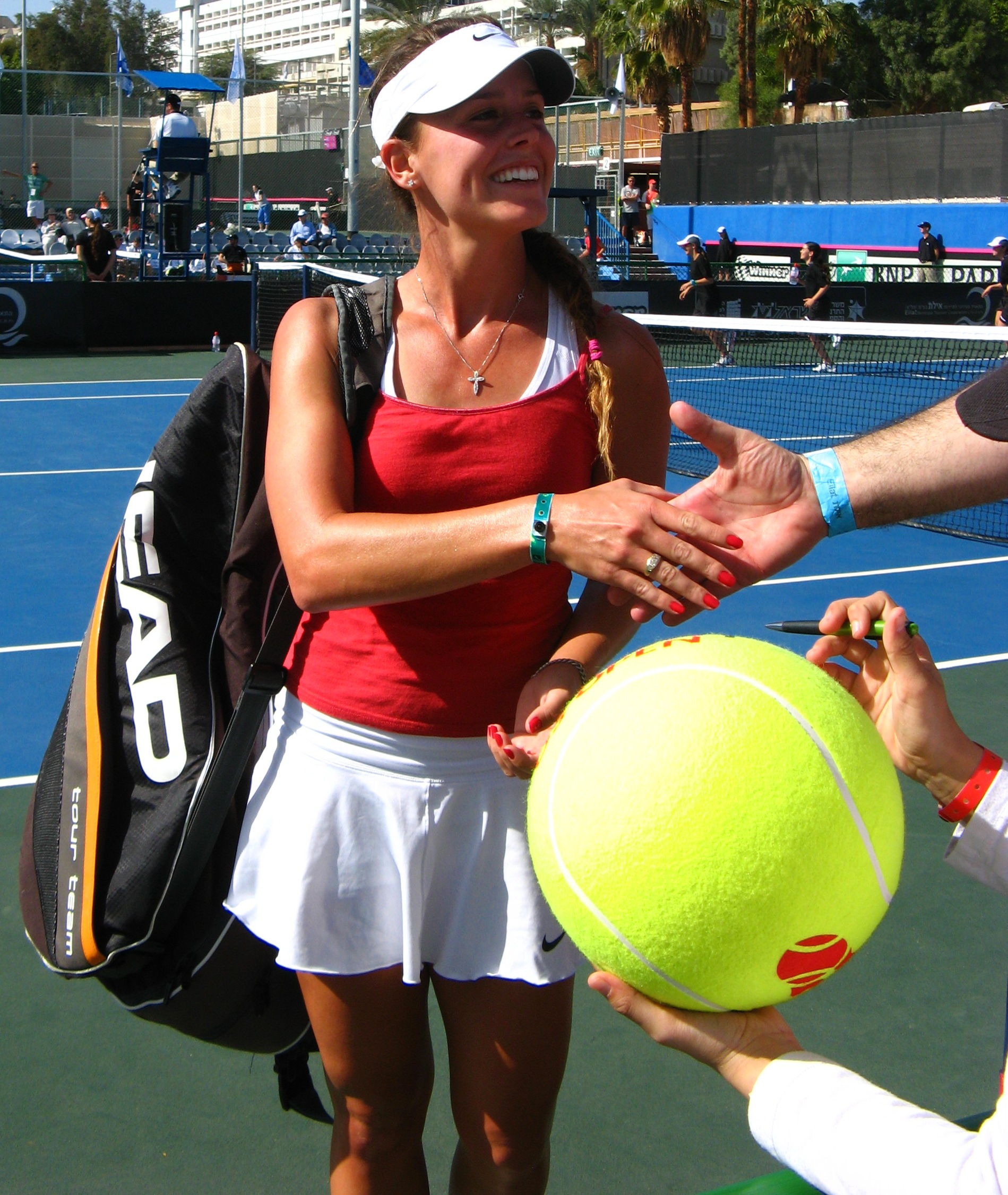
Michelle em 2013

Michelle começou o ano de 2013 jogando na fase de qualificação do Open da Austrália, ganhando na primeira ronda de qualificação por 6-1, 6-1 para a australiana Azra Hadzic de 18 anos, num encontro sem história. Na 2ª ronda, voltou a ganhar ao derrotar, num encontro marcado por muito calor e vento, a romena Cristina Mitu, 196ª colocada WTA por 1-6, 7-5, 6-2 em 1h49m. Larcher de Brito entrou de forma desastrada e chegou a estar a perder por 1-6, 1-4. O seu serviço voltou a ser a parte menos boa do seu jogo, especialmente durante o primeiro set, em que alinhou seis duplas faltas em apenas 21 minutos. Na ponta final, Michelle mostrou-se mais resistente aos 37 graus que se fizeram sentir e que chegaram a forçar um pedido de atendimento médico por parte da romena. Na 3ª ronda, Larcher de Brito derrotou a sul-africana no. 188 Chanel Simmons por 4-6, 6-1, 8-6, num encontro longo e repleto de altos e baixos em 2h17m. Michelle fez um mau primeiro set, em que praticamente não encontrou o seu serviço, mas embalou a partir do início do segundo parcial e chegou a liderar por 4-1 e dois breaks de vantagem no terceiro e decisivo parcial. A portuguesa ainda tremeu e viu Simmons virar o resultado para 4-5, mas acabou por controlar os nervos na recta final e fechar o encontro com o parcial de 8-6, na segunda vez que serviu para carimbar o passaporte para o Quadro Principal. Na 1ª ronda do quadro principal, Larcher de Brito cedeu por 6-2, 7-5 diante da mais cotada russa Ekaterina Makarova, número 19 do ranking mundial e quartefinalista do torneio em 2012 (onde derrotou Serena, Zvonareva e Kanepi pelo caminho). Makarova acabou por fechar no seu primeiro match point, ao fim de 1h31m.
Em fevereiro, na Fed Cup, Michelle foi derrotada pela número um húngara Timea Babos, 79.ª colocada WTA, por 3-6, 7-5, 7-5, num encontro com a duração de 2h20m. O triunfo de Babos colocou a Hungria a vencer por 2-0 na primeira jornada da Pool B do Grupo I da Zona Europa/África. Na 2ª jornada, com uma exibição quase perfeita, a portuguesa derrotou em apenas 1h6 m a britânica Heather Watson, número 41 WTA, por 6-1, 6-4, num embate que comandou desde o começo e no qual disparou 6 ases e apenas 1 dupla falta. No decisivo encontro de pares, a capitã inglesa Judy Murray apostou nas suas duas melhores jogadoras, Laura Robson e Heather Watson, e as britânicas não desiludiram, derrotando Michelle e Joana Valle Costa, que jogaram juntas pelas primeira vez, por 6-2, 6-1, em 56 minutos. Na última jornada do grupo, Michelle derrotou Jelena Simic, número 556 da classificação mundial feminina, pelos parciais de 6-3, 3-6, 6-2, num encontro com contornos de bastante equilíbrio e no qual a portuguesa conseguiu oferecer a vitória ao seu país num terceiro set decisivo para as cores lusas. No jogo decisivo, Michelle Larcher de Brito e Bárbara Luz conquistaram um triunfo muito importante sobre a Bósnia e Herzegovina no jogo de pares, que permite assim a Portugal terminar a Pool B no terceiro lugar e evitar o play-off de relegação para o Grupo II da Zona Euro-Africana da Fed Cup 2013. A disputarem o seu primeiro encontro de sempre lado a lado, as portuguesas alinharam uma exibição exemplar para derrotar Anita Husaric e Dea Herdzelas por 6-1 6-0 em 1h4m. Num jogo de sentido único, as atletas portuguesas venceram cinquenta e nove dos oitenta e oito pontos disputados e converteram sete dos nove pontos de break de que dispuseram, tendo sofrido apenas uma quebra de serviço, num encontro onde o par da Bósnia e Herzegovina não segurou qualquer jogo de serviço. Em seguida, foi eliminada na primeira ronda do qualifying em Memphis, perdendo para a n.º 96 Jana Cepelova por 7-5, 7-5 em 1h44m.
Em março Larcher de Brito venceu na 1.ª ronda da fase de qualificação do torneio de Indian Wells, a japonesa Misaki Doi, terceira cabeça-de-série da qualificação e número 83 WTA, por 6-1, 6-3, ao cabo de 1h19m de um embate em que a portuguesa salvou 12 pontos de break (em 14 enfrentados) e fez apenas três duplas faltas. Na 2ª ronda, afastou da competição a australiana Anastasia Rodionova, ex-top 65 mundial e actual número 108 da hierarquia, pelos parciais de 6-2, 6-3, ao cabo de apenas 1h19m qualificando-se assim para o quadro principal. O segundo set ainda contou com algum equilíbrio até ao 10.º jogo, mas Larcher de Brito esteve muito bem no capítulo do serviço (colocou 72% de primeiras bolas e ganhou 61% com o primeiro saque). No quadro principal, Michelle foi eliminada pela romena Alexandra Dulgheru, ex-top25 e no. 491 por 6–4, 6–4 em 1h19m. Em seguida, Michelle jogou a fase de qualificação do torneio de Charleston, onde derrotou na 1.ª ronda a jovem americana Hayley Carter de 17 anos e sem ranking mundial, por 6-4, 6-1, em 1h2m. Michelle sofreu um break de entrada, mas desde aí não enfrentou qualquer ponto de break e controlou grande parte do encontro, colocando 66% de primeiros serviços e ganhando 82% dos pontos sempre que colocou em court essa pancada. Na 2ª ronda, foi eliminada pela norte-americana no. 147 Jessica Pegula por 7-6(4), 6-3 em 1h25m.
Em maio venceu na 1ª ronda da fase de qualificação do torneio de Bruxelas, a polaca no. 972 Alicja Rosolska por 6-3, 6-2 em apenas 56m. Na 2ª ronda, foi eliminada pela cazaque no. 108 Yulia Putintseva por 6-4, 6-1 em 1h20m. Em seguida, ela não conseguiu classificar-se para o quadro principal de Roland-Garros no regresso à terra batida parisiense e foi derrotada pela ucraniana Maryna Zanevska, número 180 WTA, por 6-4, 6-2  em apenas 1h16m.
Em junho, jogando na fase de qualificação do torneio de Birmingham, perdeu na 1.ª ronda para a espanhola no. 235 Arantxa Parra Santonja por 4-6, 6-4, 6-4 em 2h. Em seguida, jogando na fase de qualificação do torneio de Wimbledon, Michelle derrotou a sul-africana no. 166 Chanel Simmonds em apenas uma hora por 6-3, 6-1. Na 2ª ronda, Michelle derrotou a francesa Claire Feuerstein, número 160 da classificação WTA, pelos parciais de 6-1, 6-2 em apenas 1h. Ao derrotar, na 3ª ronda, a israelita Shahar Peer, ex-número 11 WTA e actual 171ª classificada, por esmagadores 6-3, 6-0 em apenas 59m, Michelle apurou-se para o quadro principal de Wimbledon.
Depois de disputar o qualifying e garantir assim o acesso ao torneio de Wimbledon, Michelle Larcher de Brito encontrou na primeira ronda a norte-americana Melanie Oudin, no. 123 do mundo, que acabou por derrotar com os parciais de 7-6(7), 1-6 e 6-4 em 1h48m. Larcher de Brito entrou mais forte e chegou a comandar por 4-0 quando passavam apenas 12 minutos desde o início do encontro, mas Oudin foi capaz de reagir e igualou a quatro jogos poucos minutos depois. Michelle quebrou o serviço da americana no nono jogo e chegou a ter dois set points para fechar o set por 6-4, mas Oudin deu a volta e chegou a ser ela a dispôr de set point quando liderava por 6-5. No tiebreak, ambas voltaram a ter hipóteses de selar o parcial mas foi Larcher de Brito a jogar melhor nos momentos importantes. Depois de um segundo set totalmente dominado por Oudin, Michelle voltou forte na terceira partida e adiantou-se rapidamente para 3-0. A portuguesa teve várias hipóteses de repetir o 4-0 do primeiro set mas Oudin reagiu e reduziu para 3-2, com Larcher de Brito a servir. Até ao fim do encontro, Michelle serviu de forma perfeita e não enfrentou mais qualquer break point. Na segunda ronda do torneio, Michelle Larcher de Brito faz história para o ténis português, ao derrotar a russa Maria Sharapova, no. 3 da classificação WTA, pelos parciais 6-3, 6-4 em 1h34m. Michelle impôs a sua altíssima cadência de fundo do court desde o primeiro ponto e pareceu surpreender Sharapova que entrou fria no encontro e se viu rapidamente a perder por 4-1 e dois pontos de break contra. A russa entrou no encontro e recuperou até ao 3-4, mas Larcher de Brito foi mais forte e venceu os dois jogos seguintes para conquistar o primeiro set. O segundo set foi igualmente intenso e foi novamente Michelle a primeira a chegar à vantagem, fazendo o break logo no terceiro jogo. A portuguesa foi mantendo esse break mas viu-se fortemente testada quando uma queda de Sharapova provocou a interrupção do encontro durante 10 minutos com o resultado em 4-3 para a lisboeta. A servir para um lugar na terceira ronda de Wimbledon, Michelle ainda necessitou de cinco match points e chegou a salvar dois pontos de break, e viu a última direita de Sharapova ficar na rede. Na 3ª ronda perdeu com  a italiana Karin Knapp (no. 104 da classificação WTA) por 7-5, 6-2 em 1h26m.
Em Julho, Michelle jogou o torneio de Stanford, na Califórnia, derrotou no seu encontro de estreia na 2ª ronda do qualifying a jovem norte-americana Julia Boserup, ex-top200 mas actualmente no 478º posto do ranking mundial, por 6-3, 3-6, 6-3 em 1h56m. Na 3ª ronda, Michelle derrotou a sul-africana Natalie Grandin, 908ª WTA, por 6-3, 6-2, garantindo-lhe o passaporte de acesso ao quadro principal do evento. Na 1ª ronda do quadro principal, Michelle cedeu frente a Varvara Lepchenko, sexta cabeça de série e no. 40, norte-americana nascida no Uzbequistão, por 6-2, 6-4, em 1h19m. Na semana seguinte, Michelle jogou o qualifying do torneio de Washington, e derrotou na 1ª ronda a norte-americana Louisa Chirico, 459ª classificada, por 7-5, 6-1. Na 2ª ronda derrotou a norte-americana Victoria Duval, 298ªWTA por 7-5, 4-6, 6-2 em 1h54m e qualificou-se para o quadro principal do torneio. Na 1ª ronda do quadro principal, Michelle não resistiu à jovem norte-americana Madison Keys, oitava cabeça-de-série e número 40 WTA, e cedeu em dois sets por 7-5, 6-3 em 1h15m. Na semana seguinte, Michelle foi eliminada na primeira ronda da fase de qualificação da Rogers Cup em Toronto pela argentina Paula Ormaechea, número 79 WTA em dois sets, por 6-3, 6-3 em apenas 1h18m.
Em Agosto, derrotou na 1ª ronda ronda de qualificação do US Open, a norte-americana Chiara Scholl, 316.ª WTA e com apenas dois encontros ganhos em 2013, pelos equilibrados parciais de 4-6, 6-4, 6-2, ao cabo de aproximadamente 1h30m.  Na 2ª ronda, Michelle derrotou a cazaque no. 197 Zarina Diyas por 6-4, 5-7, 6-4 em 2h8m. Na 3ª ronda, Michelle voltou a ganhar e qualificou-se para o quadro principal. Derrotou a britânica Elena Baltacha por 4-6, 7-5, 6-1 em 2h31m. Na 1ª ronda do quadro principal, Michelle derrotou a no. 124 Eleni Daniilidou por 6-4, 6-3 em 1h29m. Na 2ª ronda, foi eliminada pela russa no. 17 Maria Kirilenko por 6-3, 6-1 em 1h15m.
Em Setembro, no Bell Challenge em Quebec, foi derrotada na 1ª ronda pela nº 166 Julie Coin por 7-6(5), 7-5 em 1h34m.

## Ganhos no WTA Tour
| Ano       | Majors | Vitórias WTA | Vitórias (total) | Ganhos ($) | Ranking em ganhos |  |
| --------- | ------ | ------------ | ---------------- | ---------- | ----------------- |  |
| 2007      | 0      | 0            | 0                | $16,660    |                   |  |
| 2008      | 0      | 0            | 0                | $61,430    |                   |  |
| 2009      | 0      | 0            | 0                | $145,224   | 177               |  |
| 2010      | 0      | 0            | 0                | $77,826    |                   |  |
| 2011      | 0      | 2            | 0                | $42,850    |                   |  |
| 2012      | 0      | 1            | 0                | $75,824    |                   |  |
| Carreira* | 0      | 0            | 0                | $485,137   | 896               |  |

*Estatísticas actualizadas até 26 de Junho de 2013.